# 李栖筠
李棲筠（?—?），字貞一，趙郡贊皇人，唐朝官員，李吉甫的父親。天宝七载（748年）成為进士，後來擔任冠氏縣主簿、安西节度使（封常清）判官、殿中侍御史、吏部员外郎、工部侍郎、御史大夫兼京畿节度使等職務。朝廷後來封他為赞皇县子。去世後謚號為文献。《全唐诗》中有他的作品2首。
妻裴氏，谏议大夫裴虬女。